# Jampäl Yeshe Gyaltsen
(Thubten) Jampäl Yeshe Gyaltsen (Dagpo, 1910 - Lhasa, 1947) was een tulku en de vijfde Reting rinpoche in Tibet. Hij was van 1934 tot 1941 de regent in Tibet. In dat jaar werd hij gedwongen af te treden. Vanaf 1945 ondernam hij pogingen het bewind van zijn opvolger als regent omver te werpen. In 1947 pleegde Reting een mislukte staatsgreep. Hij werd gearresteerd en in de gevangenis vermoord.
Hij wordt meestal aangeduid met de naam Reting.

## Jeugd en erkenning als tulku
Jamphel Gyaltsen werd geboren uit eenvoudige ouders. Op jonge leeftijd werd hij erkend als de reïncarnatie van de vierde lama van Reting. Hij studeerde voor zijn graad van geshe aan het Che-Tratsang, een van de vijf colleges van het klooster Sera.

## Selectie tot regent
Na de dood van de dertiende dalai lama Thubten Gyatso in 1933 ontstond er een machtsstrijd om de invulling van de plaats van de te benoemen regent. De meest waarschijnlijke kandidaat Thubten Kunphela werd echter door tegenstanders beschuldigd van moord op de dalai lama. Die beschuldiging kon niet hard gemaakt worden, maar hij werd desalniettemin verbannen. Een andere kandidaat, afkomstig  uit de adel in Tibet, Lungshar, overspeelde zijn hand en werd ook uitgeschakeld. Uiteindelijk besloot de Nationale Assemblee onder druk van met name de abten van de Colleges van de grote Tibetaanse kloosterorganisaties rond Lhasa dat er opnieuw een tulku regent diende te worden. Met uitzondering van de periode 1862 – 1864 waren alle regenten sinds 1750 tulku’s geweest.
Er moest uiteindelijk gekozen  tussen twee tulku’s. Door een divinatieprocedure werd de op dat moment 24 jaar oude vijfde Reting Rinpoche, geselecteerd.

## Zoektocht naar de nieuwe dalai lama

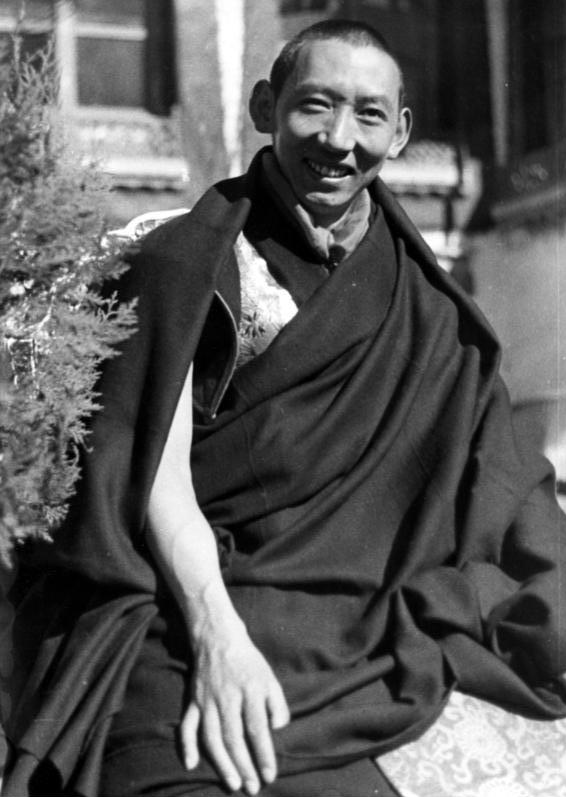
Jampäl Yeshe Gyaltsen

De eerste verantwoordelijkheid voor een regent was het organiseren van zoektochten die zouden leiden naar de ontdekking van een nieuwe reïncarnatie als opvolger. In dat kader ondernam de regent met een relatief groot gezelschap de traditionele tocht naar het meer van Lhamo Latso. De Reting Lama kreeg daar naar eigen zeggen een visioen, waarvan hij de inhoud ruim een jaar later bekendmaakte. In het visioen kwamen drie letters Ah, Kah en Mah voor en een deel van een tempel die in Chinese stijl was gebouwd met twee verdiepingen en een gouden dak. Volgens de regent zouden de letters staan voor Amdo, een gebied dat sinds 1728 politiek en administratief deel uitmaakte van eerst de toenmalige Chinese provincie Gansu en vanaf 1929 van de toen gevormde provincie Qinghai.
Er werden meerdere zoektochten georganiseerd. In mei 1937 arriveerde een van de zoektochten bij het klooster Kumbum in Amdo, waarvan de belangrijkste tempel de vorm heeft van een Chinese pagode met een goudkleurig dak.
De leden van de zoektocht hadden in het nabij gelegen dorp Taktser in Amdo een ontmoeting met een jongen en kwamen op basis van een aantal testen tot de conclusie dat deze de nieuwe reïncarnatie moest zijn. Door een aantal oorzaken zou het tot februari 1940 duren voordat de nieuwe en veertiende dalai lama met de naam Tenzin Gyatso in Lhasa werd geïnstalleerd. Reting stelde twee mentoren aan die verantwoordelijk werden voor de morele en intellectuele vorming van de dalai lama. Dat waren Lobsang Yeshe Tenzin Gyatso, de derde Trijang Rinpoche en Thubten Lungtog Tenzin Trinley, de zesde Ling Rinpoche, die  beiden leerlingen waren van Pabongka, de meest invloedrijke  tulku van de gelug uit de eerste helft van de twintigste eeuw. Trijang Rinpoche was de belangrijkste vertegenwoordiger van die stroming in de gelug die overtuigd was van de morele en intellectuele superioriteit van de gelug ten opzichte van alle andere tradities in het Tibetaans boeddhisme. Zijn invloed op de dalai lama is tot diep in de ballingschap aanwezig geweest.

## Aftreden van Reting

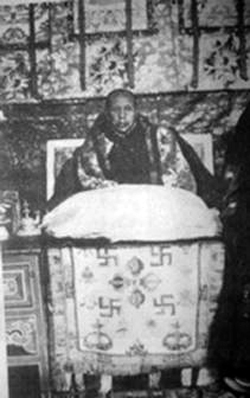
De Tagdrag Rinpoche

Zijn hierdoor versterkte machtspositie gebruikte de Reting Rinpoche nu voor het vestigen van een notoir corrupt bewind. Hij liet zich uit de staatskas vorstelijk belonen voor zijn aandeel in het vinden van de nieuwe dalai lama. Hij richtte een eigen handelsfirma op, dat belangrijke monopolies in de handel met India en China verwierf.
In 1941 doemde er echter een probleem voor hem op. De nieuwe dalai lama diende zijn inwijding tot monnik af te leggen. Traditioneel wordt die belofte aangenomen door of de pänchen lama of de regent. Bij gebrek aan een erkende pänchen lama was de regent de enige aangewezen persoon. Onderdeel van die inwijding was het afleggen van een celibaatsbelofte. In de traditie moet die belofte aangenomen worden door een persoon die zelf ook in het celibaat leeft.  De Reting Rinpoche had echter een openlijk biseksuele levenswandel waaronder ook verhoudingen met  gehuwde vrouwen. Dit was  een brug te ver om de inwijding te leiden. Als die gelofte in deze situatie ontvangen werd door iemand die zelf die gelofte op deze wijze gebroken had zou dat de gelofte van de jonge dalai lama zonder betekenis maken. De Reting Rinpoche werd gedwongen tot het neerleggen van zijn regentschap.
Reting selecteerde zelf zijn opvolger, de veel oudere Ngawang Sungrab Thutob de tweede Tagdrag Rinpoche. Deze werd daarmee de laatste van de regenten in Tibet. De Tagdrag Rinpoche nam de monniksinwijding van de dalai lama in 1942 in ontvangst.
In de perceptie van de Reting Rinpoche was er een afspraak tussen hem en Tagdrag, dat de laatste na enige jaren weer zou aftreden als regent en hij weer het regentschap op zich zou kunnen nemen. Tagdrag bleek daar anders over te denken. Vanaf ca. 1944 probeerde de Reting Rinpoche daarom de positie van Tagdrag te ondermijnen. Vanaf 1945 zochten Reting en zijn medewerkers contact met de Kwomintang-regering van Chiang Kai-shek en vroegen steun bij deze pogingen.

## De poging tot staatsgreep

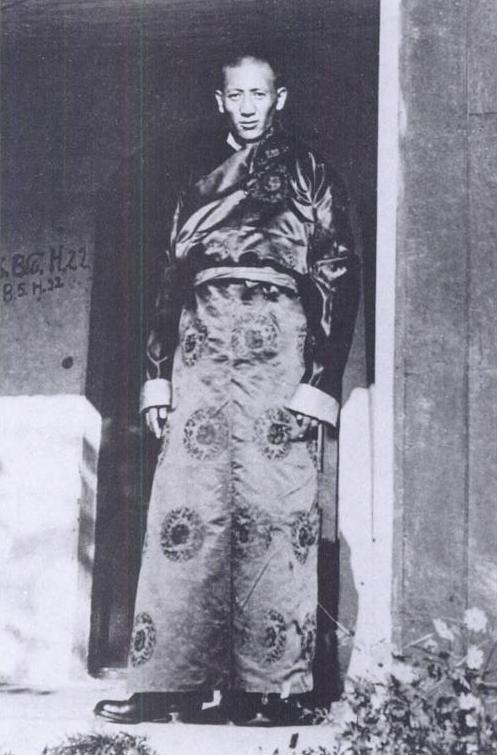
Thubten Kunphela tijdens zijn verblijf in India

In maart 1947 had Reting een pakket met bom en tijdmechanisme voor de zittende regent laten afleveren, bedoeld om Tagdrag Rinpoche om te brengen. Het pakket werd echter door de bureaucratie in de administratie niet bij de regent bezorgd. Toen korte tijd later een bediende het pakket opende, richtte het maar zeer geringe materiële schade aan. De Kashag meldde het incident aan de regent en maakte het ook openbaar in Lhasa. Er werd opgeroepen om de persoon te melden die het pakket bezorgd zou hebben. Iedere huisbezitter in Lhasa diende een garantie te geven dat hij geen onderdak zou verlenen aan die persoon. Er werden echter geen tips ontvangen en de regent ondernam voor een periode van twee à drie weken geen verdere actie.
Op 14 april 1947 ontving de Kashag een zeer geheim telegram van Thubten Sangbo, de vertegenwoordiger van de Tibetaanse regering in Nanjing, de hoofdstad van de Kwomintang. Het informeerde de Kashag dat Reting via zijn vertegenwoordigers in Nanjing de Kwomintang om troepen, militaire uitrusting en luchtsteun had gevraagd om het regime van Tagdrag omver te werpen. Het telegram bevatte ook de boodschap dat de Kwomintang toegezegd had binnen vijf dagen op dit verzoek te antwoorden.
Thubten Sangbo had die informatie gekregen van Thubten Kunphela, in 1933 nog gezien als de meest waarschijnlijke  kandidaat voor het regentschap. Hij was na enkele jaren ontsnapt uit de hem opgelegde ballingschap en had zich gevestigd in India. Met Gendün Chöpel en Pandatsang Rapga was hij daar de kern van de  Verbeteringspartij Tibet die een modernisering van Tibet voorstond, in de vorm van een autonome Tibetaanse republiek binnen het staatsverband van de Republiek China. De partij en leden werden ook financieel onderhouden door de Kwomingtang. De activiteiten van de partij werden uiteindelijk opgemerkt door de Britten en de harde kern van de partij werd India uitgewezen. Kunphela belandde in Nanjing waar hij een baan kreeg bij het Bureau van Tibetaanse en Mongoolse Zaken van de Kwomintang.
In zijn periode in India had Kunphela ook geprobeerd zelf nog wat bij te verdienen. Dat deed hij door als een soort handelsagent op te treden voor de handelsfirma van Reting die ook na zijn gedwongen aftreden als regent in 1941 die firma voortzette. Kunphela had een keer een zeer aanzienlijke hoeveelheid goederen gekocht voor die firma, maar kreeg ondanks herhaalde verzoeken zijn geld niet terug. Vanaf dat moment begon Kunphela Reting intens te haten. Kunphela had in Nanjing een persoonlijke ontmoeting met een van de vertegenwoordigers van Reting. In een dronken bui werd deze vertegenwoordiger loslippig en vertelde Kunphela over het doel van zijn verblijf in Nanking. Kunphela zag zijn mogelijkheid om wraak te nemen op Gyaltsen en informeerde de Tibetaanse zaakgelastigde in Nanjing.

## Onderzoek en moord op Reting

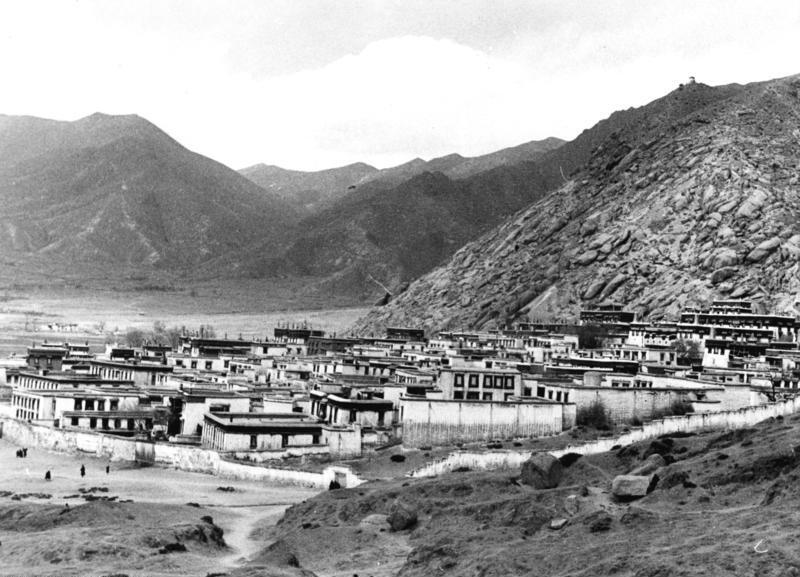
Het klooster Sera in 1939

Reting werd gearresteerd. Dit nieuws leidde tot grote onlusten in Lhasa. Reting had gestudeerd aan het Che-Tratsang, een van de colleges van het klooster Sera. De aan dat college verbonden monniken voelden zich met Reting verbonden en Tagdrag had zich daar zeer onpopulair gemaakt. Het duurde weken voor de Tibetaanse regering de situatie weer meester was. Er moeten daarbij tussen de 200 en 300 monniken van het college neergeschoten zijn. De andere vier colleges van Sera steunden de actie van het Che-Tratsang niet.
Reting werd drie maal verhoord door een afvaardiging van de Nationale Assemblee. Hij ontkende eerst. Bij het derde verhoor werden hem  brieven en ander bewijsmateriaal getoond die bij de huiszoeking waren gevonden. Dat toonde overduidelijk de plannen aan om het regime Tagdrag ten val te brengen en daarbij de hulp van de Kwomintang te vragen. Reting verzette zich hierna niet meer. Er was geen overeenstemming te krijgen over de straf die Reting zou moeten krijgen. De meningen liepen daar ver over uiteen.
Op 8 mei overleed Reting in de gevangenis. Er zijn meerdere versies over de doodsoorzaak. Alle versies gaan wel uit van moord maar verschillen op welke wijze dit is geschied. Het meest waarschijnlijk is die door vergiftiging. 